# کفش‌های قرمز (آلبوم)
«کفش‌های قرمز» (به انگلیسی: The Red Shoes) آلبومی از هنرمند اهل بریتانیا کیت بوش است که در سال ۱۹۹۳ میلادی منتشر شد.